# Panzerdraisine wz. 30
Die Panzerdraisine wz. 30 war eine geplante polnische, bewaffnete und gepanzerte Draisine aus der Zwischenkriegszeit.

## Geschichte
Im Jahr 1927 schrieb die technische Abteilung der polnischen Armee einen Wettbewerb für den Entwurf einer neuen Panzerdraisine aus. Der Grund dafür waren die vielen Mängel an der zuvor beschafften Panzerdraisine Tatra T18. Mehrere Vorschläge wurden eingereicht, jedoch wurde davon keiner angenommen. Aus diesem Grund erging im Jahr 1930 ein Auftrag an das Büro für Panzerwaffenbau des Militäringenieur-Forschungsinstituts (polnisch: Biuro Konstrukcyjne Broni Pancernej Wojskowego Instytutu Badań Inżynierii, kurz: BK Br.Panc. WIBI). Dieses sollten ein neues und universell einsetzbares Rad-Kettenfahrzeug entwickeln.

## Entwicklung

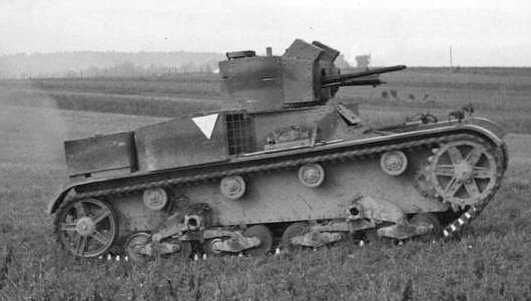
Vickers Mk. E im polnischen Dienst

Das neue Fahrzeug sollte sich auf Schienen (Rad) und, nachdem es eigenständig diese verlassen hat, im Gelände (Gleiskette) fortbewegen können. Das Büro begann mit der Entwicklung des Fahrzeugs unter der Bezeichnung Panzerdraisine wz. 30. Leitender Ingenieur der Entwicklung war Rudolf Gundlach.
Es wurde versucht, das Konzept in verschiedene britische Rad- und Kettenfahrzeuge einzubringen. Am vielversprechendsten eignete sich hierfür der Kampfpanzer vom Typ Vicker Mk. E. Der Wechsel vom Schienen- auf den Kettenantrieb sollte über eine spezielle mechanische Vorrichtung erfolgen, ohne das die Besatzung das Fahrzeug hätte verlassen müssen.
Die Produktion eines Prototyp wurde nicht durchgeführt, da für diesen eine Summe von 360.000 Złoty (169.200 US-Dollar (1930)) geschätzt wurden. Dies war der technischen Abteilung zu teuer und so wurden die Arbeiten am dem Fahrzeug eingestellt.

## Technische Daten
Das Fahrzeug sollte mit einer 3,7-cm-Kampfwagenkanone und einem Maschinengewehr bewaffnet sein. Diese sollte in einem leicht abgeänderten Geschützturm des Panzerwagen wz. 29 untergebracht werden. Der Antrieb sollte durch einen 84 PS starken Dieselmotor von Sauer erfolgen. Die Panzerung wurde mit 12 mm angegeben. Das Fahrzeug soll ein Gewicht von 7,5 Tonnen gehabt haben. Damit hätte sie auf den Schienen bis zu 65 km/h erreichen können.